# Liliana Weinberg Marchevsky
Liliana Weinberg Marchevsky (Buenos Aires, Argentina, 7 de septiembre de 1956) es una ensayista, crítica literaria e investigadora mexicana de origen argentino. Actualmente es académica del Centro de Investigaciones sobre América Latina y el Caribe (CIALC) y catedrática en la Facultad de Filosofía y Letras de la Universidad Nacional Autónoma de México (UNAM). Es reconocida internacionalmente por sus estudios dedicados al ensayo y su vínculo con la historia intelectual de América Latina. Con sus diversos trabajos y publicaciones ha contribuido al estudio de la literatura hispanoamericana de los siglos XIX y XX. En particular sobre el ensayo hispanoamericano ha publicado obras como Pensar el ensayo (2007) y El ensayo en busca del sentido (2014). En sus trabajos analiza la relación de la literatura hispanoamericana con el campo cultural y el discurso social, además de mostrar un interés por crear puentes entre los estudios literarios y la antropología.
Su obra ensayística ha obtenido premios de carácter internacional, tales como el Premio Anual de Ensayo Literario Hispanoamericano Lya Kostakowsky, otorgado por la Fundación Cardoza y Aragón, y el Premio Internacional de Ensayo otorgado por Siglo XXI Editores, la Universidad Autónoma de Sinaloa y El Colegio de Sinaloa.
Es miembro del Sistema Nacional de Investigadores, de la Academia Mexicana de Ciencias y de la Cátedra Alfonso Reyes (ITESM). Es presidenta del Comité de Historia Cultural del Instituto Panamericano de Geografía e Historia. Fue jurado del Premio de Literatura en Lengua Castellana Miguel de Cervantes, en 2016.

## Biografía
Liliana Weinberg estudió la licenciatura y el profesorado en ciencias antropológicas en la Facultad de Filosofía y Letras de la Universidad de Buenos Aires. En 1985, su tesis, titulada La poesía tradicional épico-narrativa en Argentina, se publicó íntegramente en la revista Folklore Americano. En 1991, obtuvo el doctorado en letras hispánicas en el Centro de Estudios Lingüísticos y Literarios (CELL) de El Colegio de México.
En 1984, ingresó como investigadora del CELL (Colmex), y desde 1987 es investigadora del CIALC (antes, CCyDEL) de la Universidad Nacional Autónoma de México, cargo que desempeña hasta la fecha. Entre 1987 y 1997, tuvo a su cargo la edición de la revista Cuadernos Americanos, y entre 2011 y 2013 fue directora de la revista Latinoamérica. Revista de Estudios Latinoamericanos. Desde 1990, es miembro del Sistema Nacional de Investigadores (SNII) y en el año 2022 se le otorgó el nivel de Emérita. Desde 2021 es miembro de la Academia Mexicana de la Lengua, donde ocupa la silla X y Académica Correspondiente en México de la Real Academia Española.
Es hija de Agustina Marchevsky y del filósofo e historiador argentino Gregorio Weinberg.

## Trayectoria académica
A lo largo de su carrera se ha desempeñado como catedrática e investigadora en instituciones educativas de altos estudios como la Universidad Nacional Autónoma de México y El Colegio de México. En este último ha contribuido con su trabajo al estudio y edición de la literatura novohispana. De 1985 a 1987 participó en el proyecto interinstitucional entre El Colegio de México, la UNAM, el Archivo General de la Nación y el Instituto Nacional de Bellas Artes y Literatura (antes INBA) para la elaboración de un Catálogo General de Textos Literarios Novohispanos.
Ha sido investigadora principal de varios proyectos nacionales dedicados al ensayo, entre los que destaca “El ensayo en diálogo: ensayo, prosa de ideas, campo literario y discurso social. Hacia una lectura densa del ensayo” (Consejo Nacional de Ciencia y Tecnología, 2012-2017). Ha trabajado también en proyectos de cooperación internacional tales como Transnationality at Large: the Transnational Dimension of Hispanic Culture in the 20th and 21st Centuries (TRANSIT, 2013-2016), en el que colaboró la UNAM junto con la Universidad de Roehampton (Inglaterra), la Universidad de Constanza (Alemania), la Universidad Blaise-Pascal (Francia), la Universidad Nacional de Córdoba (Argentina), la Universidad de São Paulo (Brasil) y la Universidad de California en Los Ángeles (Estados Unidos), y el proyecto Entre espacios. Movimientos, actores y representaciones de la globalización (2010-2018), con la participación de la Universidad Libre de Berlín, la Universidad Humboldt y la Universidad de Potsdam (Alemania), la UNAM, El Colegio de México y el Centro de Investigación y Estudios Superiores en Antropología Social (CIESAS). Forma parte del proyecto internacional Temporalidades del Futuro en América Latina: Dinámicas de Aspiración y Anticipación, en el que participan las mismas instituciones anteriormente mencionadas y de la Red de Investigación Red Iberoamericana de Teoría y Estudios Literarios (REDITEL).
En la UNAM se desempeña como catedrática de los programas de Letras y Estudios Latinoamericanos de la Facultad de Filosofía y Letras, además de ser investigadora de tiempo completo en el CIALC. En este centro ha dirigido y participado en diversos proyectos de investigación sobre literatura y estudios latinoamericanos. Ha estudiado las ideas estéticas del escritor y crítico literario argentino Ezequiel Martínez Estrada y, desde 1990, se ha enfocado en la teoría, la historiografía y la crítica del ensayo hispanoamericano, así como en promover la creación de redes intelectuales y académicas alrededor del estudio de este género literario. Tiene a su cargo la página web redensayo.org, producto de su proyecto “El ensayo en diálogo”, cuyo objetivo es fomentar la creación de dichas redes.
 Al interior del CIALC también se ha desempeñado como editora, primero en la revista Cuadernos Americanos de la que fue secretaria de redacción de 1987 a 1997, y luego en la revista Latinoamérica, de la que fue directora de 2011 a 2013. Además, ha editado obras como la serie de tres volúmenes “Ensayo/Interpretación” y la antología  La palabra de la Reforma en la república de las de las letras (2009) del escritor, político y periodista mexicano Ignacio Ramírez, esta última en colaboración con la editorial Fondo de Cultura Económica y la Fundación para las Letras Mexicanas.
Ha recibido varios premios como investigadora, tales como la Distinción Universidad Nacional para Jóvenes Académicos en el área de Investigación en Humanidades (1995), el Reconocimiento Sor Juana Inés de la Cruz otorgado por la Universidad Nacional Autónoma de México a las universitarias sobresalientes en su trayectoria académica (2005), el Premio Nacional a la Investigación Socio-Humanística otorgado por la Universidad Autónoma de San Luis Potosí (2013).
En 2011 recibió el doctorado Honoris Causa por la Universidad Nacional y Kapodistríaca de Atenas.
En 2014 fue nombrada presidenta del Comité de Historia Cultural del Instituto Panamericano de Geografía e Historia, cargo académico que ejerce actualmente.

## Obra ensayística
Como ensayista ha dedicado varios textos a la teoría y crítica del ensayo, así como a la historia del género y el análisis de la obra de escritores fundamentales para la literatura latinoamericana, como Esteban Echeverría, Ignacio Ramírez, José Martí, Rubén Darío, José Enrique Rodó, Ezequiel Martínez Estrada, Pedro Henríquez Ureña, Alfonso Reyes, Jorge Luis Borges, Octavio Paz, Tomás Segovia, entre otros.
Sus ensayos la han llevado a recibir reconocimientos de carácter internacional como el Premio Anual de Ensayo Literario Hispanoamericano Lya Kostakowsky otorgado por la Fundación Cardoza y Aragón (1997) y el Premio Internacional de Ensayo otorgado por Siglo XXI Editores, la Universidad Autónoma de Sinaloa y El Colegio de Sinaloa (2007), y el Premio Internacional Alfonso Reyes, por sus estudios en torno a la figura de Alfonso Reyes, así como por su contribución en la difusión de la cultura mexicana en el ámbito internacional, otorgado por el Instituto Nacional de Bellas Artes y Literatura, la Coordinación Nacional de Literatura, la Sociedad Alfonsina Internacional y la Universidad Autónoma de Nuevo León (2021).

## Publicaciones

### Autora
1. Ezequiel Martínez Estrada y la interpretación del “Martín Fierro”, México, CCYDEL - UNAM, 1992. ISBN 968-36-2414-6.
2. El ensayo, entre el paraíso y el infierno, México, Facultad de Filosofía y Letras, UNAM - Fondo de Cultura Económica, 2001. ISBN 968-16-6275-X.
3. Literatura latinoamericana, descolonizar la imaginación, México, CCYDEL-UNAM, 2004. ISBN 970-32-1610-2. (Reeditado en 2024).
4. Umbrales del ensayo, México, CCYDEL-UNAM, 2004. ISBN 970-32-1728-1. (Reeditado en 2008).
5. Situación del ensayo, México, CCYDEL-UNAM, 2006. ISBN 970-32-3154-3. (Reeditado en 2013).
6. Pensar el ensayo, México, Siglo XXI editores, 2007. ISBN 978-968-23-2718-6. 
7. El ensayo en busca del sentido, México-Berlín, CIALC-Iberoamerikanisches Institut, 2014. ISBN 978-84-8489-864-1
8. Biblioteca Americana. Una poética de la cultura y una política de la lectura, México, FCE, 2014. Libro electrónico de la Colección CENTZONTLE. ISBN 9786071619532.
9. Seis ensayos en busca de Pedro Henríquez Ureña, República Dominicana, Ministerio de Cultura, 2015. ISBN 978-9945-8991-6-0
10. “El Aleph” y las estructuras elementales de la imaginación, México, Coordinación de Humanidades-UNAM, 2019. ISBN 978-607-30-2173-9.
11. José Martí: entre el ensayo, la poesía y la crónica, Veracruz, Universidad Veracruzana, 2021. ISBN 9786075029719.

### Coautoría y coordinación
Estrategias del pensar, vol. I y vol. II, (coord.), México, CIALC-UNAM, 2010.
El ensayo en diálogo, vol. I y vol. II, (coord.), México, CIALC-UNAM, 2017. ISBN: 978-607-02-9584-3 y ISBN: 978-607-02-9564-5.

## Premios y reconocimientos
• Doctora Honoris Causa por la Universidad Nacional y Kapodistríaca de Atenas, 2011.
• Distinción Universidad Nacional para Jóvenes Académicos en el área de Investigación en Humanidades, 1995.
• Premio Anual de Ensayo Literario Hispanoamericano Lya Kostakowsky otorgado por la Fundación Cardoza y Aragón, 1997.
• Reconocimiento Sor Juana Inés de la Cruz, 2005.
• Cuarto Premio Internacional de Ensayo otorgado por Siglo XXI Editores, la Universidad Autónoma de Sinaloa y El Colegio de Sinaloa, 2007.
• Premio Nacional a la Investigación Socio-Humanística 2013 otorgado por la Universidad Autónoma de San Luis Potosí, 2013.
• Premio Internacional Alfonso Reyes, otorgado por el Instituto Nacional de Bellas Artes y Literatura, la Coordinación Nacional de Literatura, la Sociedad Alfonsina Internacional y la Universidad Autónoma de Nuevo León, 2021.